# Vipsania Agrippina
Vipsania Agrippina, ou seulement Agrippina (morte en 20 ap. J.-C.), fille de Marcus Vipsanius Agrippa et de Pomponia, petite-fille de Pomponius Atticus. Elle fut la première épouse de Tibère, et celui-ci fut forcé de la répudier pour devenir le troisième mari de Julia Caesaris filia, veuve de son beau-père, Agrippa. 

## Biographie
Auguste et son père la fiancèrent à Tibère avant son premier anniversaire. En 20 av. J.-C. ou 16 av. J.-C., elle épousa Tibère. Leur fils Julius Caesar Drusus naquit en 13 av. J.-C.
Agrippa mourut en 12 av. J.-C.. Il était marié à Julia, la fille d’Auguste. Auguste força Tibère à divorcer de Vipsania et à épouser Julia. Selon ce qu’on en sait, Tibère aimait Vipsania et réprouvait Julia. Vipsania était enceinte à ce moment-là et perdit le bébé à cause du choc.
Le divorce eut lieu en 11 av. J.-C. et Tibère ne cessa jamais de regretter cette action. Une fois, Tibère aperçut Vipsania et la regarda avec des yeux ardents. On prit des précautions pour qu’ils ne se rencontrent plus.
En 11 av. J.-C., Vipsania épousa Caius Asinius Gallus, un sénateur, fils du fameux orateur Caius Asinius Pollio. Ils eurent au moins six fils. Vipsania mourut en 20 ap. J.-C, quelques jours après l’ovation de son fils Drusus, qui eut lieu le 28 mai.
Tibère détestait Gallus, notamment parce que Gallus affirmait que Drusus était son fils. En 30, à l’instigation de Tibère, le sénat déclara Gallus ennemi public. Il mourut de faim en prison en 33.

## Généalogie
Les fils connus de Vipsania et Gallus sont :
- Caius Asinius Pollio - Consul en 23; exécuté sur les ordres de Messaline.
- Marcus Asinius Agrippa - Consul en 25 et mort avant la fin de 26. Tacite[3] le décrit comme « ne déméritant pas de ses ancêtres ». Son fils, Marcus Asinius Marcellus, fut consul en 54 en même temps que Marcus Acilius Aviola (au moment de la mort de l’empereur Claude).
- Asinius Saloninus ou (Gnaeus Asinius Saloninus) mourut en 22. Tacite le décrit comme une personne éminente. Il devait épouser une des petites-filles de l’empereur Tibère[4].
- Servius Asinius Celer. Il fut consul suffectus en 38. Il acheta un poisson à Caligula à un prix excessif. Sa mort survint probablement mi-47. Il semble avoir eu une fille du nom d'Asinia Agrippina dont l’existence est obscure.
- Asinius Gallus ou (Lucius Asinius Gallus). Il conspira en 46 contre Claude et fut exilé[5].
- Gnaeus Asinius. Son existence nous est connue par les concitoyens de Puteoli dont il fut le bienfaiteur.